# Эхоледомер
Эхоледомер — элемент гидроакустического оснащения подводных аппаратов, предназначенный для установления факта присутствия ледового покрова на поверхности моря, оценки его толщины, поиска полыней, разводий, оценки расстояний до них и т. п.

## Описание и принцип работы
В большинстве систем принцип действия эхоледомера аналогичен эхолокатору (эхолоту) и опирается на вычисление разницы времени задержки высокочастотных и низкочастотных компонент сигналов, отражённых от поверхностей раздела лёд-воздух и вода-лёд. При этом расстояние от подводного аппарата до границы льда определяется через глубину погружения, которая оценивается традиционными методами с помощью высокоточного гидростата.
Как следствие, среди главных конструкционных узлов эхоледомера выделяют акустические преобразователи приёмного и передающего каналов, гидростатическое оборудование для оценки глубины погружения и регистрирующие устройства (например — самописцы). Дальность эффективной работы современных эхоледомеров превышает 200 метров, а точность измерений составляет примерно 0,5 % от этой величины. При этом наиболее полные данные о характеристиках льда на поверхности моря возможно получить, когда глубина погружения подводного аппарата не превышает 100 метров.